# بالميتين
بالميتين (بالإنجليزية: Bälmeten)‏ هو أحد جبال سلسلة جبال الألب غلاروس وجزء من القمة الأم هوش فولين يقع في كانتون أوري, سويسرا. يبلغ ارتفاع الجبل حوالي 2416 متر، بينما يبلغ ارتفاع نتوء الجبل 164 متر.